# Andrew Marr
Vous pouvez aider à l'améliorer ou bien discuter des problèmes sur sa page de discussion.
- Certaines informations devraient être mieux reliées aux sources mentionnées dans la bibliographie ou les liens externes. Améliorez sa vérifiabilité en les associant par des références. (Marqué depuis mai 2020)
- Son texte doit être wikifié : il ne correspond pas à la mise en forme Wikipédia (style, typographie, liens internes, liens entre les wikis, etc.). (Marqué depuis mai 2020)
- La traduction doit être revue. Le contenu est difficilement compréhensible à cause d’erreurs de traduction, peut-être dues à l’utilisation d’un logiciel de traduction automatique. (Marqué depuis mai 2020)

Pour les articles homonymes, voir Marr.
Andrew Marr, né le 31 juillet 1959 à Glasgow, est un journaliste et animateur de télévision et de radio britannique. Commençant sa carrière en tant que commentateur politique, il devient rédacteur en chef du journal The Independent entre 1996 et 1998, puis contribue à la chronique politique pour BBC News entre 2000 et 2005. À partir de septembre 2005, il anime un programme politique, Sunday AM (qui deviendra The Andrew Marr Show), sur BBC One. En 2002, Marr devient l'hôte de l'émission de discussion Start the Week sur BBC Radio 4. 
En 2007, il présente l'histoire politique de la Grande-Bretagne d'après-guerre à BBC Two, Andrew Marr's History of Modern Britain, suivi en 2009 de la préquelle Andrew Marr's The Making of Modern Britain, consacrée à la période entre 1901 et 1945. En 2010, il présente la série Andrew Marr's Megacities (le nom le distingue des autres séries de Megacities), explorant la vie, le développement et les défis de certaines des plus grandes villes du monde.
Au début de l'année 2012, il présente The Diamond Queen, une série en trois parties sur le règne de la reine Élisabeth II. Fin septembre 2012, Marr commence à présenter Andrew Marr's History of the World, une série examinant l'histoire de la civilisation humaine. 
Après un accident vasculaire cérébral en janvier 2013, Marr est hospitalisé pendant deux mois. Il retourne au Andrew Marr Show le 1er septembre 2013.

## Biographie

### Jeunesse

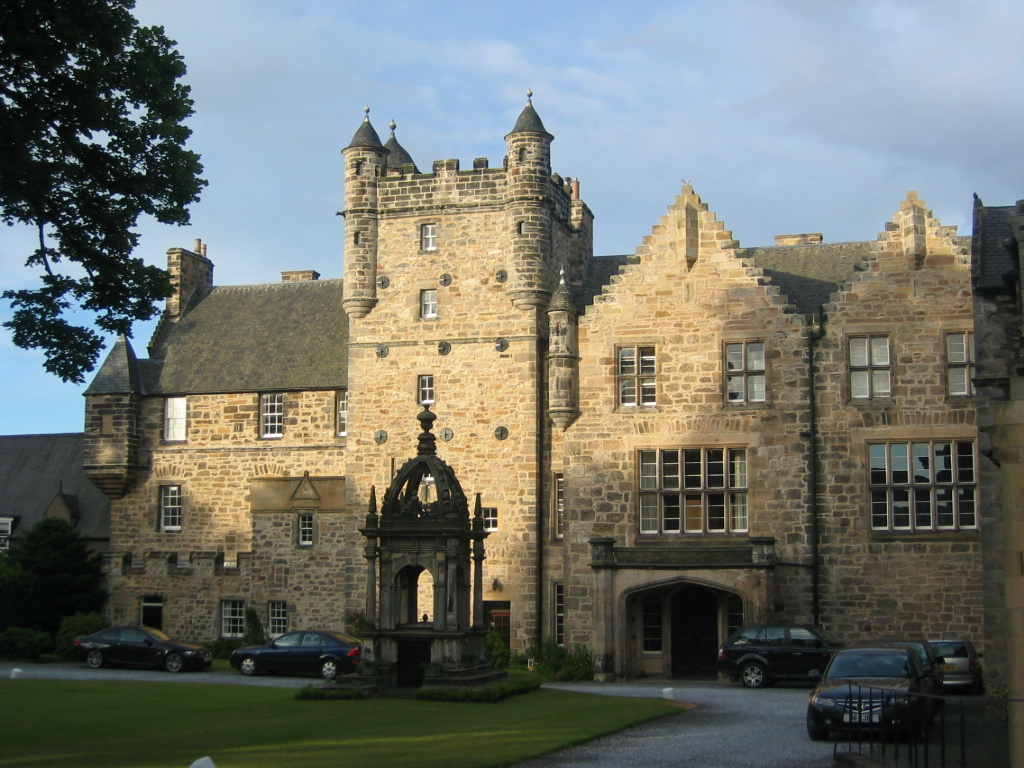
Façade ouest de la Pinkie House à Musselburgh.

Andrew Marr est né à Glasgow, en Écosse dans la famille de Donald Marr, un gestionnaire de fonds d'investissement et de Valerie Marr, une intellectuelle formée à l'Open University. Il se dit issu d'une famille religieuse et va régulièrement à l'église lorsqu'il est enfant. Il a fait ses études à Craigflower Preparatory School (en) en Écosse, à la High School of Dundee (en), et à la Loretto School à Musselburgh, dans l'East Lothian, où il intègre la Pinkie House (en) et devient préfet (en). Après avoir obtenu son diplôme[Lequel ?] d’anglais au Trinity Hall de Cambridge, il commence directement sa carrière dans le journalisme,,.
Concernant ses affiliations politiques, il était auparavant maoïste et membre de la Socialist Campaign for a Labour Victory (en), une émanation de l'International-Communist League, maintenant connue sous le nom d'Alliance pour la liberté des travailleurs. À Cambridge, Marr dit qu'il est un « gauchiste enragé » (« raving leftie ») qui distribue des exemplaires du Petit Livre rouge de Mao, et qu'il a acquis le surnom de « Red Andy »,,.
Marr ne se considère pas croyant, et déclare être « un calviniste irréligieux ».

### Carrière dans la presse
En 1981, il rejoint The Scotsman en tant que reporter stagiaire. En 1984, il s'installe à Londres où il devient correspondant parlementaire du journal, puis correspondant politique en 1986. Marr rencontre le journaliste politique Anthony Bevins, qui devient son mentor et ami proche. Bevins est responsable de la première nomination de Marr à The Independent en tant que membre de l'équipe de lancement du journal, également en 1986. Peu de temps après, Marr s'en va et rejoint The Economist, où il contribue à la chronique politique hebdomadaire Bagehot ; il devient finalement un rédacteur de la rubrique politique du magazine en 1988. Il estime que son passage à The Economist « [l]'a beaucoup changé » et lui a fait remettre en question « beaucoup de [s]es hypothèses ». 
Marr retourne à The Independent en tant que rédacteur de sa rubrique politique en 1992, et devient son rédacteur en chef en 1996 pendant une période particulièrement mouvementée pour le journal. Face à la baisse des prix du Times, propriété de Rupert Murdoch, les ventes de l'Independent commencent à baisser. Pour tenter de contrer cette baisse des ventes, Marr conçoit des unes audacieuses de « style affiche »[pas clair], puis en 1996, remodèle radicalement la mise en page pour l'adapter au modèle européen continental, avec une police de titre Gill Sans ; l'actualité y est dorénavant regroupée par sujets, plutôt que hiérarchisée selon sa valeur estimée. Ce traitement s'est finalement avéré catastrophique. Avec un budget publicitaire limité, la relance s'est battue pour attirer l'attention, mais a été ridiculisée pour avoir repensé son slogan marketing (It Is – Are You devenant It's changed – have you ?)[pas clair].
Au début de 1998, Marr est licencié, selon une version des événements, pour avoir refusé de réduire le personnel de production du journal à cinq secrétaires de rédaction. Selon Nick Cohen (en), le licenciement était dû à l'intervention d'Alastair Campbell, directeur des communications de Tony Blair. Campbell a exigé que David Montgomery, l'éditeur du journal, licencie Marr pour un article dans lequel il comparait Blair à son prédécesseur John Major. Cet article faisait suite au précédent de Blair publié dans The Sun, dans lequel ce dernier avait écrit : « Le jour où nous nous souvenons de la légende selon laquelle St George a tué un dragon pour protéger l'Angleterre, certains diront qu'il y a un autre dragon à tuer : Europe ». En réponse, Marr a affirmé que Blair avait parlé de mauvaise foi, défendant l'Europe de manière opportuniste auprès de publics pro-européens tout en la critiquant auprès des anti-européens, et que l'expression « certains diront » était la ruse rhétorique fallacieuse de Blair pour se distancier de l'appel xénophobe qu'il faisait lui-même.
Trois mois plus tard, Marr revient à The Independent après avoir reçu un appel de Tony O'Reilly, qui lui dit qu'il souhaite acheter une partie du Reach Plc, les propriétaires de The Indépendant, et lui demande de revenir au journal. O'Reilly, lui propose de collaborer en tant que co-rédacteur en chef avec Rosie Boycott, convenant que Marr éditerait les pages de commentaires et que Boycott aurait un contrôle total sur les pages d'actualités. De nombreux polémistes ont prédit que l'accord ne durerait pas, et, après deux mois, Boycott quitte le journal pour remplacer Richard Addis (en) en tant que rédacteur en chef du Daily Express. Marr devient à nouveau le rédacteur en chef, mais seulement pour une semaine. Simon Kelner (en), qui travaillait sur le journal lors de sa première publication, reprend la rédaction et demande à Marr de rester en tant que chroniqueur politique. Marr note plus tard que Kelner n'est pas sa « tasse de thé », et quitte à son tour le journal pour la dernière fois en mai 1998.
Marr est ensuite chroniqueur pour le Daily Express et The Observer. Il présente une série télévisée en trois parties diffusée sur BBC Two du 31 janvier au 2 février 2000, après Newsnight. Dans le livre The Day Britain Died (2000), il mentionne également l'état de la nation. Les autres publications de Marr comprennent My Trade: A Short History of British Journalism (2004).

### Carrière à la BBC

#### Rédacteur politique
Marr a été nommé rédacteur politique de la BBC en mai 2000. Parmi ses conseils personnels en tant que rédacteur politique, il y avait la deuxième démission de Peter Mandelson et l'interview fin 2004 dans laquelle Tony Blair lui a dit qu'il ne serait pas qualifié pour un quatrième mandat de Premier ministre s'il remportait les prochaines élections générales. Pendant son mandat de rédacteur politique, Marr a assumé divers rôles de présentation et a annoncé en 2005 qu'après les élections générales de 2005, il quitterait ses fonctions de rédacteur politique pour passer plus de temps avec sa famille. Il a été remplacé comme rédacteur politique par Nick Robinson. 

#### Programmes 2005-2009

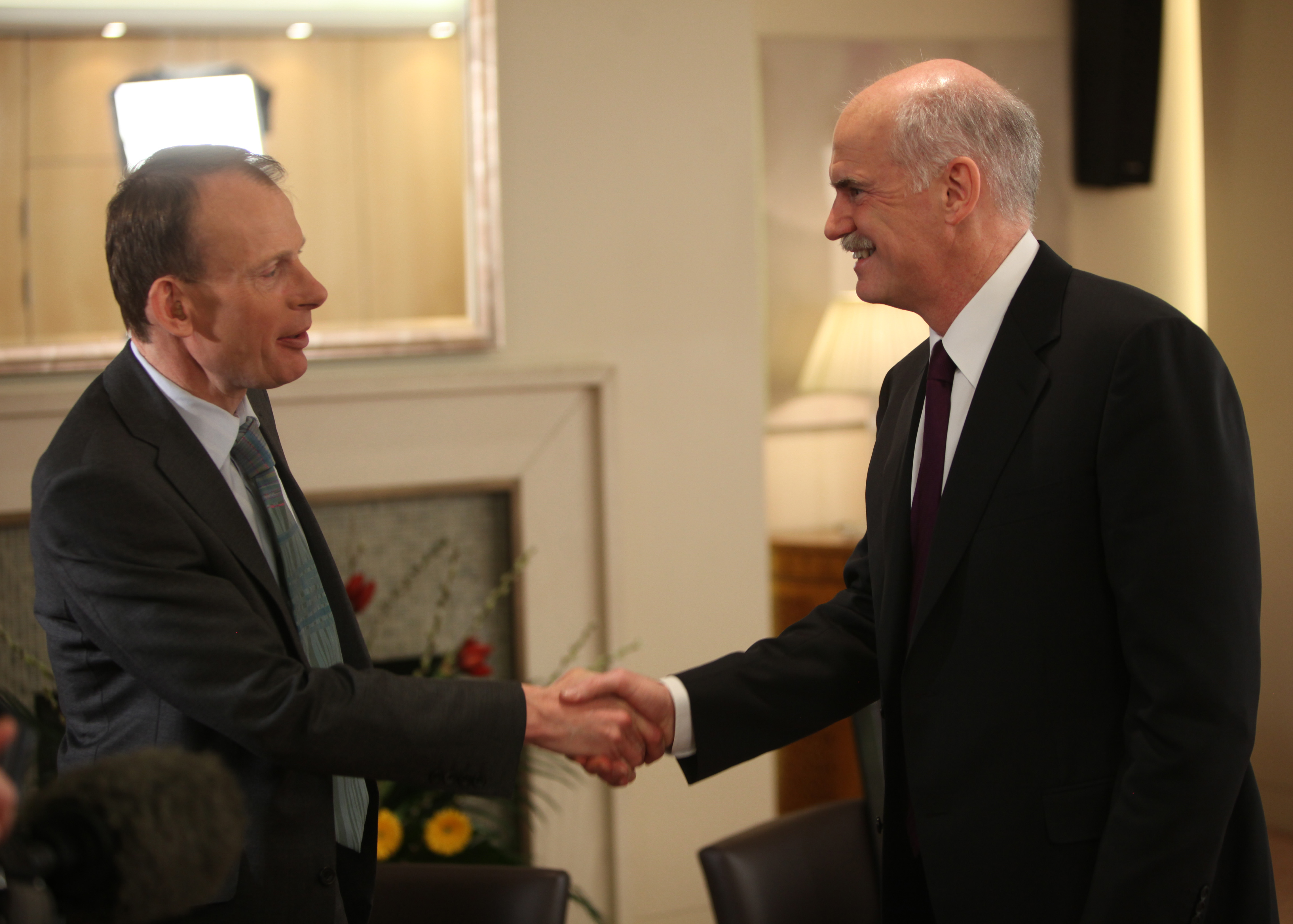
Andrew Marr (à gauche) rencontre le Premier ministre grec, George Papandreou en 2010.

En 2005, Marr a joué dans deux épisodes de la série populaire de la BBC Doctor Who : Aliens of London (diffusé le 16 avril 2005) et World War Three (diffusé le 23 avril 2005), où il a joué son propre rôle.
En septembre 2005, il a changé de poste pour présenter l'émission phare du dimanche matin de la BBC, Sunday AM, connue sous le nom de The Andrew Marr Show depuis septembre 2007. L'emplacement était précédemment rempli par le programme Breakfast with Frost et hébergé par Sir David Frost. Marr a également présenté le programme de BBC Radio 4 Start the Week jusqu'à sa maladie en 2013, et est maintenant revenu en tant qu'hôte régulier du programme. 
En mai et juin 2007, la BBC a diffusé l'histoire de la Grande-Bretagne moderne d'Andrew Marr intitulée Andrew Marr's History of Modern Britain. Il a présenté la série de cinq documentaires d'une heure sur l'histoire de la Grande-Bretagne de 1945 à 2007. Les éditeurs de Macmillan Publishers ont rappelé des exemplaires invendus du livre le plus vendu de la série en mars 2009, lorsque des poursuites judiciaires ont été engagées en rapport avec les fausses allégations selon lesquelles la militante de la violence familiale Erin Pizzey était membre du groupe terroriste The Angry Brigade. Selon son propre compte, dans une interview avec The Guardian en 2001, Pizzey était présente à la réunion quand ils ont discuté de leur intention de faire sauter le magasin de mode Biba, et ont menacé de signaler leurs activités à la police,. Des dommages ont été versés à Pizzey et le livre de Marr a été republié avec l'erreur supprimée.
En 2008, Marr a présenté une mini-série télévisée Britain From Above diffusé sur la BBC One, dans laquelle il prend son envol au-dessus de la Grande-Bretagne pour rechercher les aspects de la vie britannique passée et présente et les interconnexions qui font de la Grande-Bretagne ce qu'elle est aujourd'hui. La série est décrite par la BBC comme « Un voyage épique révélant les secrets, les schémas et les rythmes cachés de nos vies dans une nouvelle perspective saisissante ». 
L'année suivante, il a contribué une série en trois parties intitulée Darwin's Dangerous Idea à la BBC Darwin Season, célébrant le bicentenaire de Charles Darwin et le 150e anniversaire de la publication de sa théorie de l'évolution. 

#### Programmes depuis 2009

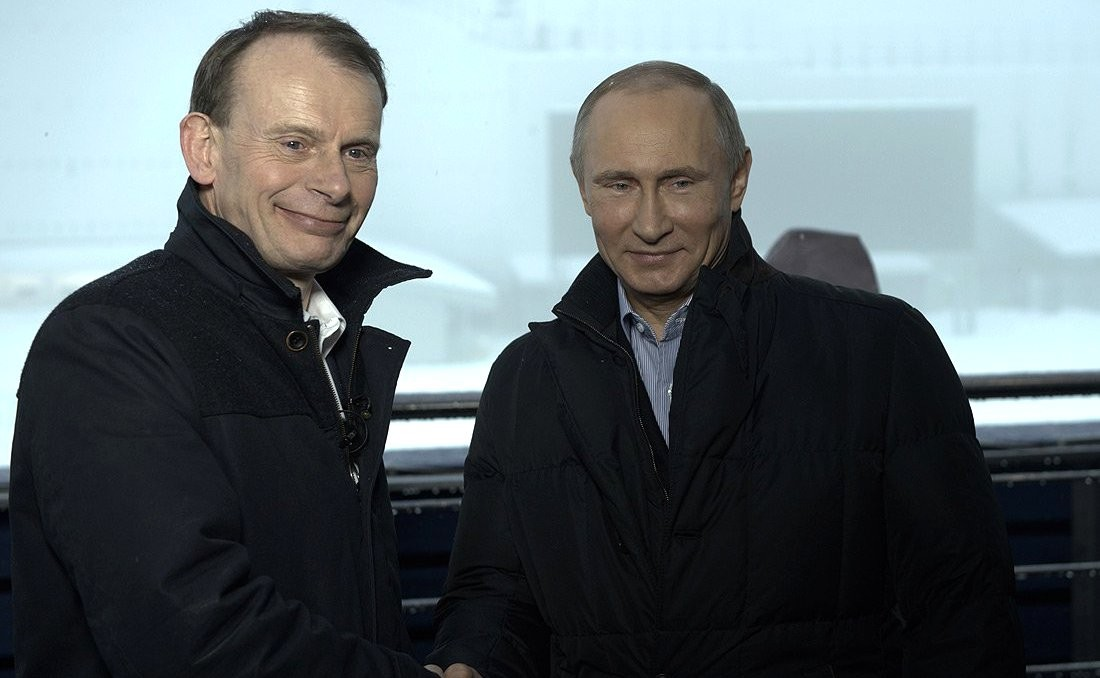
Andrew Marr (à gauche) interviewant Vladimir Poutine avant les Jeux olympiques de Sotchi.

Fin 2009, BBC Two a diffusé sa série télévisée de six parties sur la politique britannique dans la première moitié du XXe siècle, Andrew Marr's The Making of Modern Britain.

En septembre 2009, dimanche avant la conférence du Parti travailliste à Brighton, Marr a interviewé le Premier ministre Gordon Brown. Vers la fin de l'interview, Marr a dit à Brown qu'il voulait poser des questions sur : 
« Quelque chose dont tout le monde a parlé dans le village de Westminster … Beaucoup de gens dans ce pays utilisent des analgésiques sur ordonnance et des pilules pour s'en aider à passer. Vous en faites partie ? » 
Le Premier ministre a répondu : « Non. Je pense que c'est le genre de questionnement qui entre trop souvent dans le lexique de la politique britannique. » Marr a ensuite été fortement critiqué par les politiciens travaillistes, les médias et leurs collègues journalistes politiques pour avoir été qualifiée de vague question qui s'appuyait sur le seul blog politique comme source. Dans une interview ultérieure avec Krishnan Guru-Murthy de Channel 4 News, John Ward, l'auteur du blog Not Born Yesterday, a déclaré qu'il n'avait aucune preuve pour étayer cette affirmation. 
Au début de 2012, Marr a présenté The Diamond Queen, une série télévisée en trois parties sur BBC One sur la vie et le règne de la reine Élisabeth II à l'approche des principales célébrations de son jubilé de diamant. 

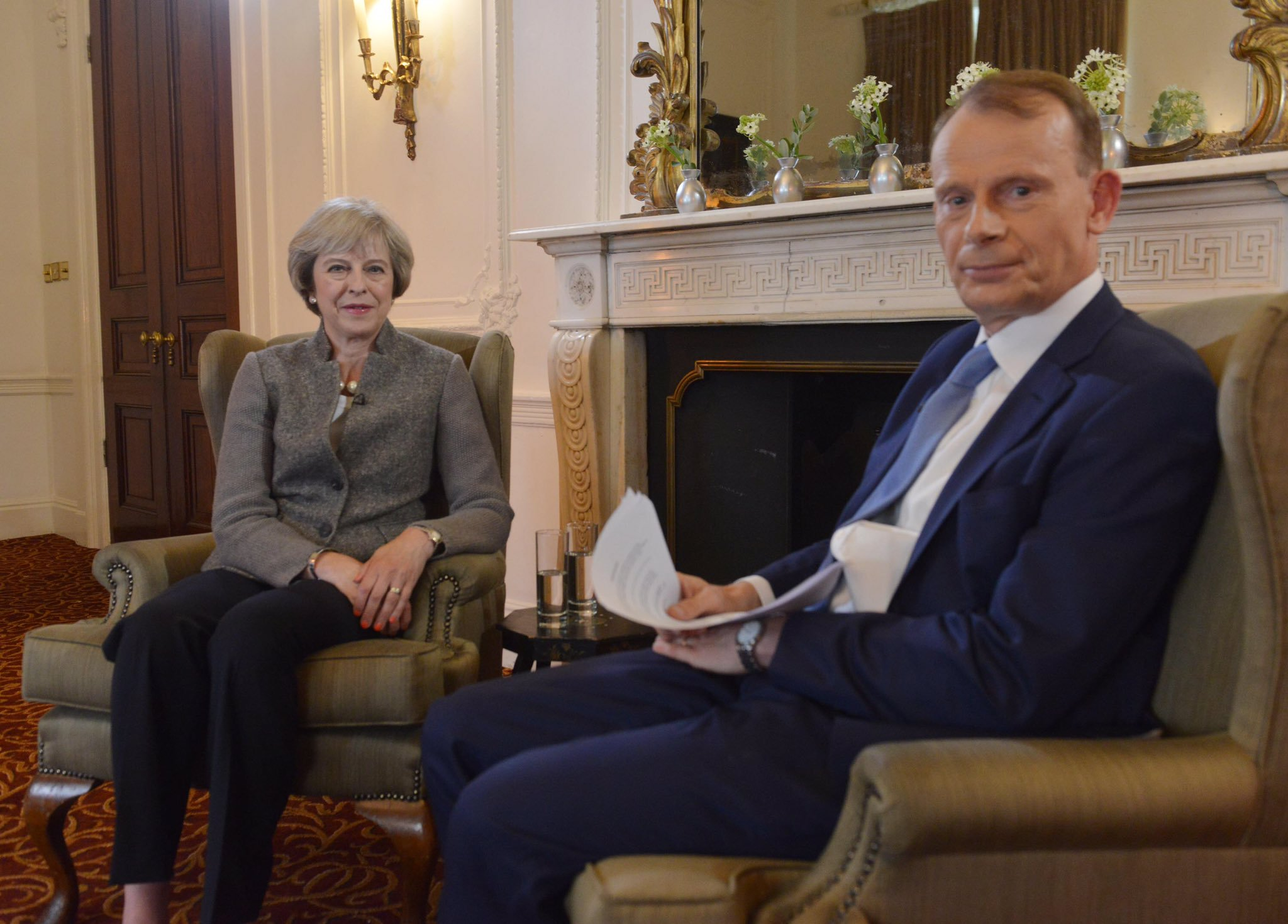
Theresa May a reçu sa première interview par Andrew Marr.

En 2012, en collaboration avec l'Open University, Marr a réalisé une série de huit parties sur BBC One, intitulée Andrew Marr's History of the World. 
Après la mort de l'ancien Premier ministre du Royaume-Uni Margaret Thatcher le 8 avril 2013, Marr a narré le documentaire Margaret Thatcher: Prime Minister. 
Le 8 avril 2018, dans une émission d'information de la BBC dimanche, Marr a déclaré que « de nombreux enfants palestiniens » avaient été tués par les forces israéliennes. Le journaliste Jonathan Sacerdoti s'est plaint que la déclaration était trompeuse et fausse. La direction de la BBC a jugé que Marr avait violé les règles éditoriales, qu'il n'y avait aucune preuve dans la déclaration et « risquait d'induire le public en erreur sur un point important ». 
En 2018, Marr dépeint lui-même dans la série télévisée Bodyguard de BBC, interviewant le personnage de Keeley Hawes Julie Montagu, et a écrit un article pour The Guardian sur sa décision de le faire.

### Politique
Marr a écrit sur la nécessité de rester impartial et « studieusement neutre » tout en diffusant des informations et en « transmettant des faits, et rien de plus ». 

En 2007, dans le journal The Daily Telegraph, il a déclaré qu'il était libertaire lorsqu'il a discuté de ses opinions controversées sur les interdictions de fumer. Écrivant dans The Guardian en 1999, il s'est qualifié comme un « libéral blanc gâté » et a déclaré que :  
« […] bien que les enseignants soient les militants antiracistes les plus efficaces du pays, cela signifie plus que l'éducation dans d'autres religions, cela signifie une forme d'éducation politique. Seuls les gens qui comprennent les forces économiques qui changent leur monde, les menacent mais créent également de nouvelles opportunités, ont une chance d'être à l'abri des anciens chants tribaux. Et la réponse finale, franchement, est l'utilisation vigoureuse du pouvoir de l'État pour contraindre et réprimer. C'est peut-être mon parcours presbytérien, mais je crois fermement que la répression peut être un excellent instrument civilisateur pour le bien. Taper dur sur certaines croyances « naturelles » assez longtemps et vous pouvez presque les tuer. La police est la première à être chargée davantage, mais une nouvelle loi sur les relations raciales imposera également la volonté de l'État à des millions d'autres vies. »
Lors d'un séminaire de la BBC en octobre 2006 sur l'impartialité, Marr a souligné les préjugés allégués au sein de la BBC. Il a déclaré : « La BBC n'est ni impartiale ni neutre. C'est une organisation urbaine avec un nombre anormalement élevé des jeunes, des minorités ethniques et des homosexuels. Elle a un biais libéral, pas tellement parti pris politique. Elle est mieux exprimé comme un parti pris culturel libéral. »,.
En mars 2014, Marr a été critiqué pour avoir prétendument exprimé sa propre opinion sur l'adhésion indépendante de l'Écosse à l'UE lors d'une interview avec Alex Salmond sur la BBC Television.
Dans le New Statesman en 2015, Marr a exprimé l'opinion que le nouveau leader du Parti travailliste, Jeremy Corbyn, pourrait être éligible et que les chefs conservateurs le reconnaissaient. Marr a écrit : « Ici et maintenant, en 2015, nous connaissons le diddly-squat. ». À cette époque, Marr considérait comme improbable une victoire aux élections travaillistes sous Corbyn.
Dans l'émission This Week de la BBC le 16 mai 2019, George Galloway a déclaré : « Je connaissais Andrew Marr lorsqu'il était un trotskiste vendant des journaux trotskistes à des cheminots déconcertés devant la gare de King's Cross ».

## Autre travail
Marr a aidé à soutenir Sense, la National Deafblind and Rubella Association, et a été le visage d'un appel de marketing direct Sense. Il a été président du Galapagos Conservation Trust jusqu'en 2013. En 2007 et 2014, Marr a soutenu la charité iDE UK in the BBC Radio 4 Appeal et est devenu par la suite mécène.

## Vie privée
Marr vit à Primrose Hill, au nord de Londres, avec sa femme, la journaliste politique Jackie Ashley du Guardian, qu'il a épousée en août 1987 dans le Surrey. Sa femme est la fille du Pairie à vie travailliste, Baron Ashley of Stoke (1922–2012). Le couple a trois enfants : un fils et deux filles.
Le 8 janvier 2013, Marr a été emmenée à l'hôpital après avoir subi un AVC à la maison. Il a quitté l'hôpital le 3 mars et a dit qu'il espérait retourner au travail plus tard dans l'année.
En septembre 2016, la BBC a annoncé qu'elle avait commandé un documentaire Andrew Marr: My Brain And Me racontant l'histoire de sa guérison de l'accident vasculaire cérébral.
En mai 2018, Marr a été admise à l'hôpital pour une chirurgie du cancer du rein. Il comptait sur un rétablissement complet.

### Injonction de confidentialité
Le 28 juin 2008, Richard Ingrams a rapporté dans The Independent que Marr avait obtenu une super-injonction de la Haute Cour de justice empêchant la divulgation dans les médias d'informations privées ou l'existence de l'injonction. Private Eye a révélé l'existence d'une injonction au début de la semaine, contestant avec succès la nécessité de la garder secrète.
Le 26 avril 2011, après un procès intenté par le rédacteur en chef de Private Eye Ian Hislop dans le Daily Mail, une interview a été publiée avec Marr dans laquelle il a déclaré qu'une super-injonction couvrait le rapport d'une affaire illégitime avec une journaliste. Hislop a déposé une plainte début avril 2011 et a qualifié la super-injonction d'« assez répugnante ».

## Livres
Andrew Marr est un auteur à succès qui a publié plusieurs livres,.
- 1992 : The Battle for Scotland
- 1996 : Ruling Britannia
- 2000 : The Day Britain Died
- 2004 : My Trade
- 2007 : A History of Modern Britain
- 2009 : A History of Modern Britain part 2
- 2011 : The Diamond Queen: Elizabeth II and Her People
- 2012 : A History of the World

## Prix et récompenses
En 1995, Marr a été nommé chroniqueur de l'année aux What the Papers Say Awards et aux British Press Awards, et a reçu le prix du journaliste aux Political Awards de 2001 de Channel 4. 
Marr a reçu deux British Academy Television Awards : le Richard Dimbleby Award lors de la ceremonie British Academy Television Awards 2004 et le prix Best Specialist Factual Programme (meilleur programme factuel spécialisé) pour History of Modern Britain (« Histoire de la Grande-Bretagne moderne ») lors de la cérémonie de 2008. 
Marr a reçu un doctorat honorifique de l'université du Staffordshire en 2009.